# Always, Always
Always, Always är ett duettalbum av Porter Wagoner och Dolly Parton, släppt i maj 1969. Det nådde placeringen #5 på USA:s countryalbumlista. Albumet innehöll även countrysingelnian "Yours Love".

## Låtlista
1. "Milwaukee Here I Come"
2. "Yours Love"
3. "I Don't Believe You've Met My Baby"
4. "Malena"
5. "The House Where Love Lives"
6. "Why Don't You Haul off And Love Me"
7. "Always, Always"
8. "There Never Was a Time"
9. "My Hands Are Tied"
10. "No Reason To Hurry Home"
11. "Anything's Better Than Nothing"